# Сельское поселение «Байхорское»
Се́льское поселе́ние «Байхорское» — муниципальное образование в Красночикойском районе Забайкальского края Российской Федерации.
Административный центр — село Байхор.

## История
Статус и границы сельского поселения установлены Законом Читинской области от 19 мая 2004 года «Об установлении границ, наименований вновь образованных муниципальных образований и наделении их статусом сельского, городского поселения в Читинской области».

## Население
| 2010 | 2011 | 2012 | 2013 | 2014 | 2015 | 2016 |
| ---- | ---- | ---- | ---- | ---- | ---- | ---- |
| 663  | ↘662 | ↘658 | ↘654 | ↘636 | ↘620 | ↘605 |
| 2017 | 2018 | 2019 | 2020 | 2021 |      |      |
| ↘600 | →600 | ↘588 | ↘566 | ↘526 |      |      |

## Состав сельского поселения
| № | Населённый пункт | Тип населённого пункта       | Население |
| - | ---------------- | ---------------------------- | --------- |
| 1 | Байхор           | село, административный центр | ↘237      |
| 2 | Гремяча          | село                         | ↘10       |
| 3 | Мостовка         | село                         | ↗87       |
| 4 | Этытэй           | село                         | ↘210      |